# Dolina Prosiecka

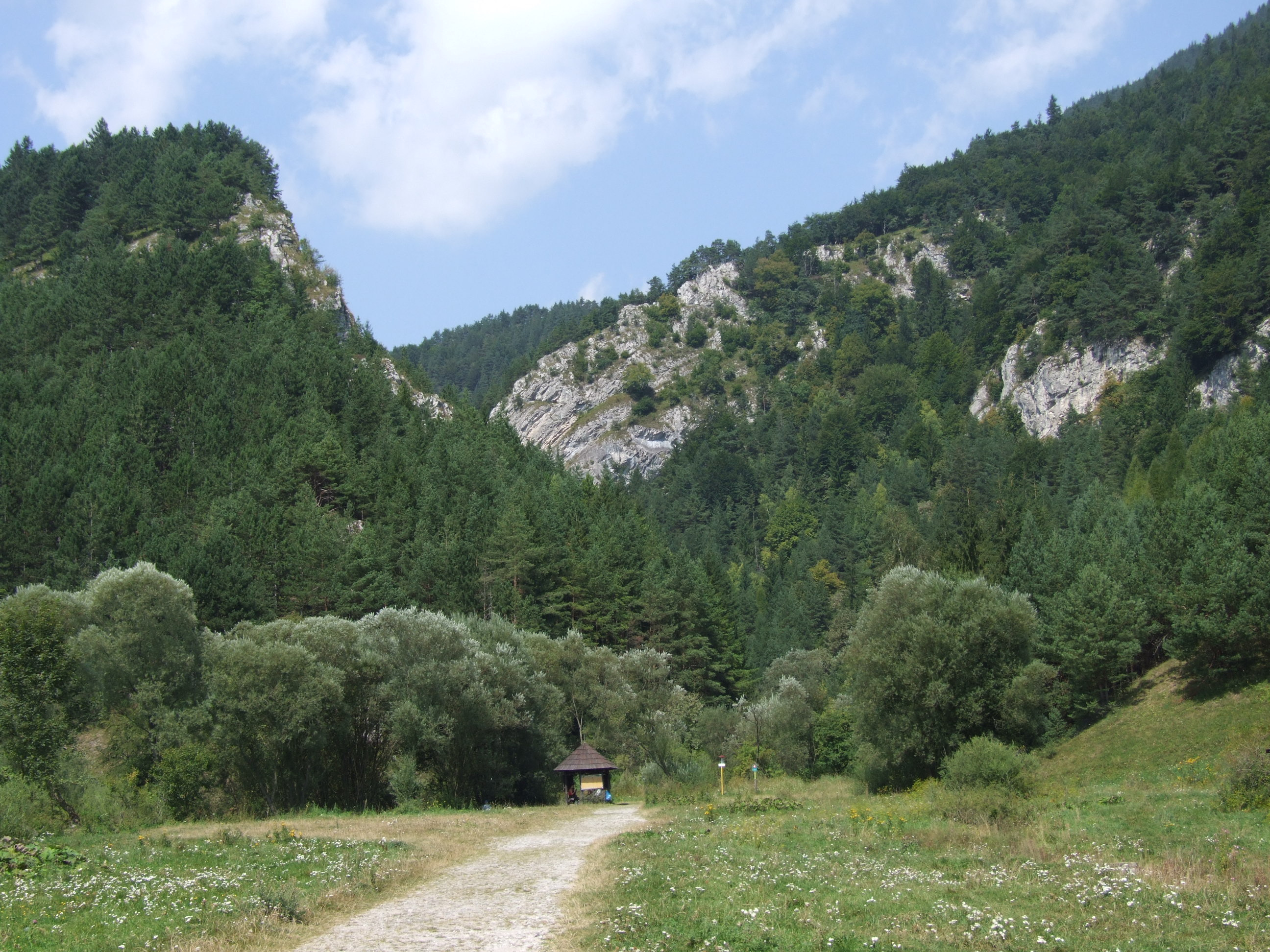
Wylot doliny w Prosieku

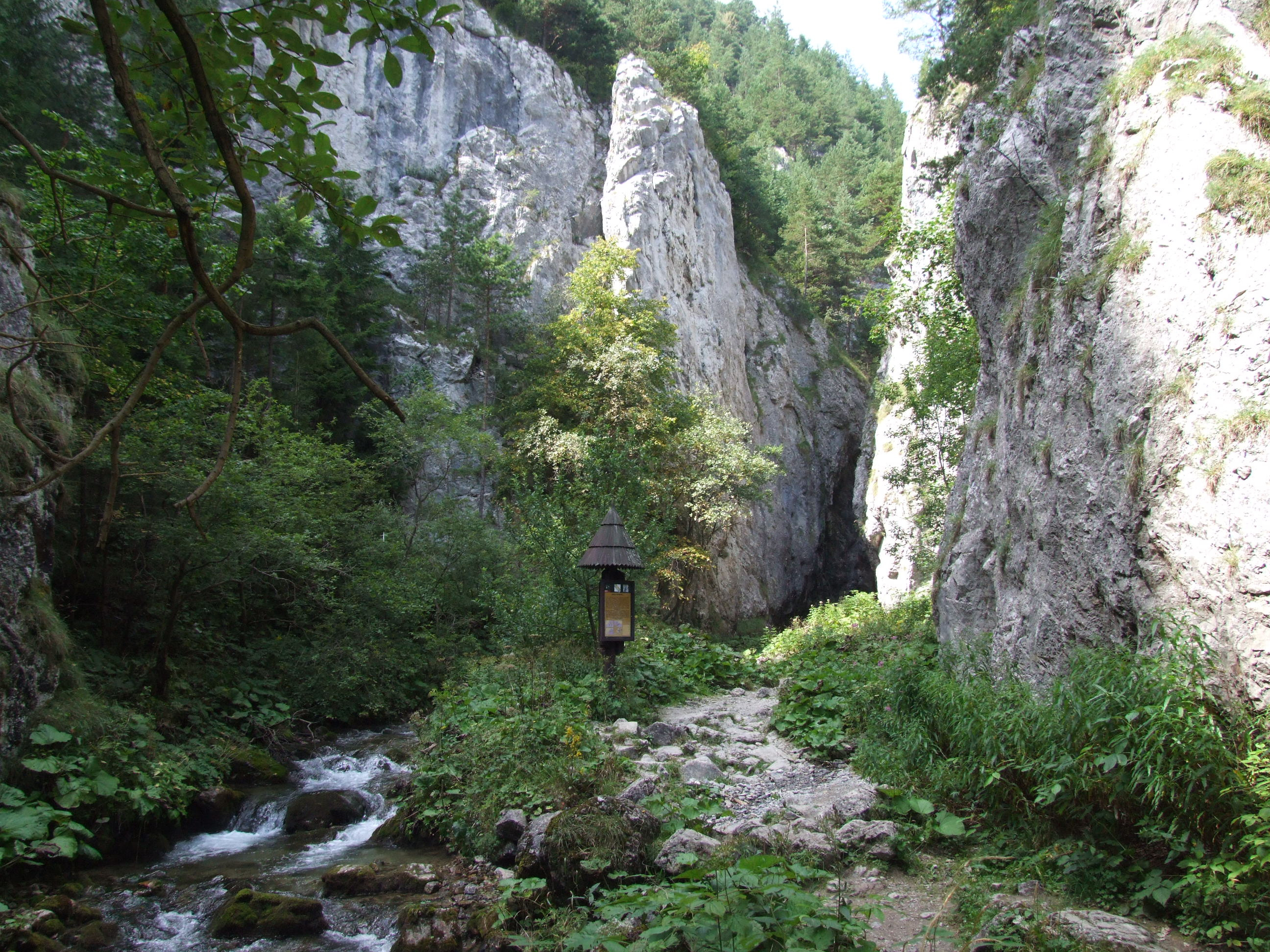
Wapienne ściany doliny

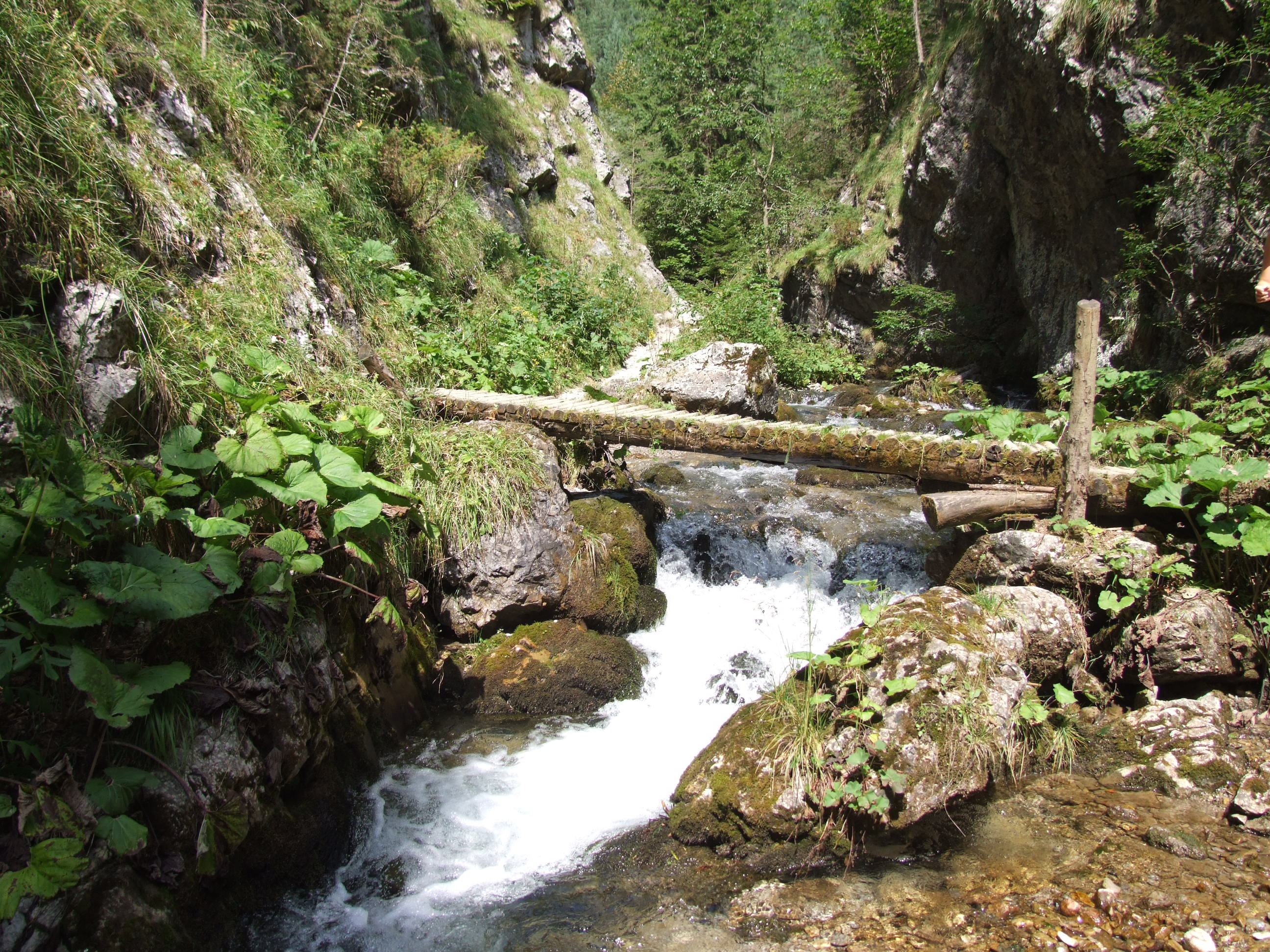
Kładka nad Prosieczanką

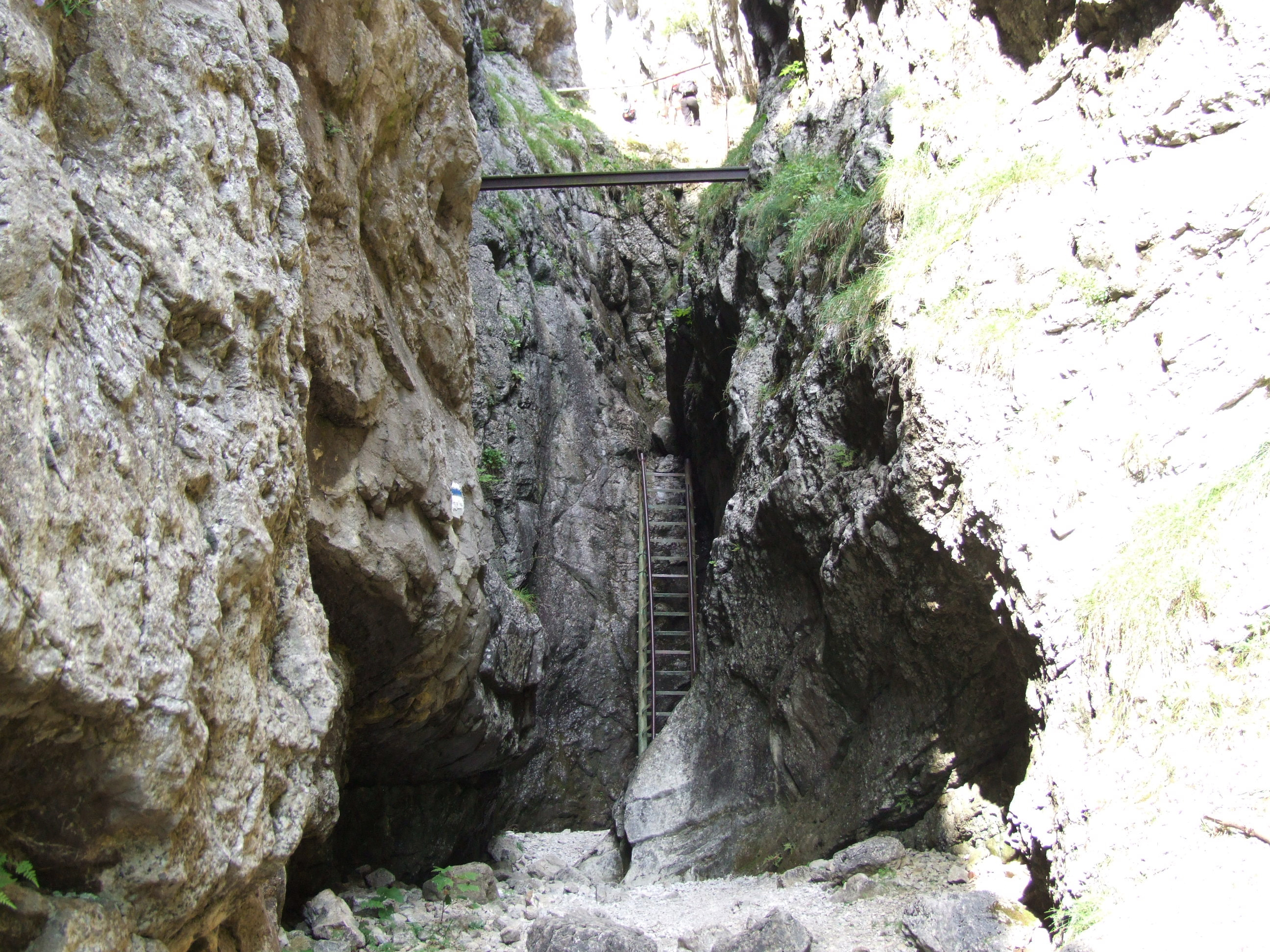
Przejście metalową drabinką

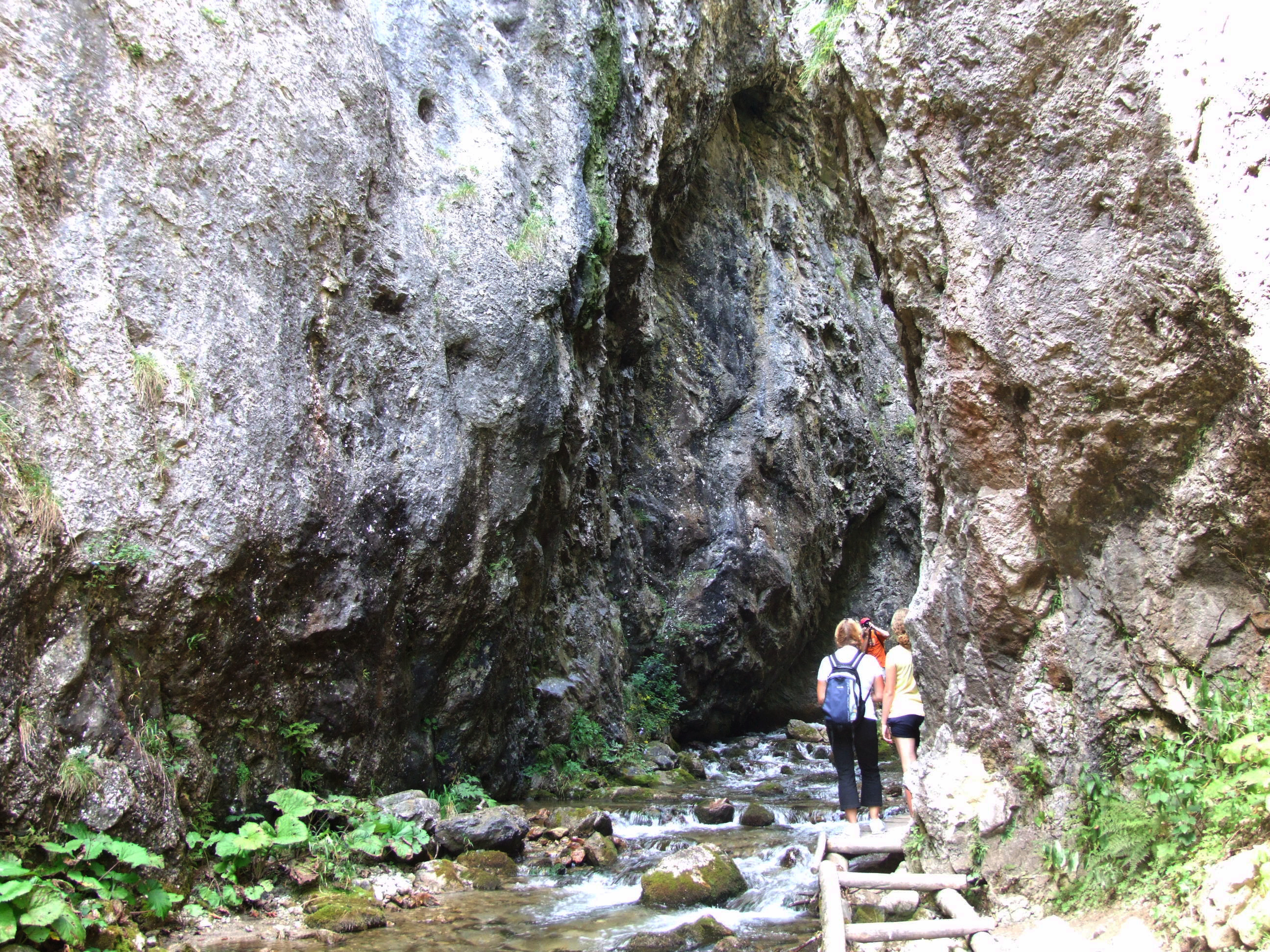
Przejście przez Prosieczankę

Dolina Prosiecka (słow. Prosiecka dolina) – krótka, głęboka dolina w Górach Choczańskich na Słowacji, przecinająca w poprzek całe to pasmo górskie. Jeden z najbardziej reprezentatywnych przykładów doliny krasowej w Karpatach Zachodnich. Doliną (lub generalnie w jej osi) spływa potok Prosieczanka (Prosiečanka).

## Położenie
Dolina ma ogólny przebieg północ – południe. Rozcina położoną najbardziej na wschodzie część Gór Choczańskich, tzw. Grupę Prosiecznego, na dwie mniej więcej równe części: wschodnią z masywami Prosiecznego (Prosečné) i Hradkowej (Hrádkovo) oraz zachodnią z masywami Łomów (Lômy) i Prawnacza (Pravnáč). Dolinę ograniczają od wschodu zbocza Prosiecznego, zaś od zachodu – rozczłonkowane stoki wschodniego ramienia Łomów. Południowy (dolny) wylot Doliny Prosieckiej znajduje się na wysokości ok. 650 m n.p.m. już na terenie Kotliny Liptowskiej, na północ od liptowskiej wsi Prosiek. Górny (północny) wlot doliny znajduje się na wysokości ok. 920 m n.p.m., na skraju kotliny zwanej Svorad, już na granicy Rowu Podtatrzańskiego.

## Geologia i morfologia
Dolina Prosiecka została wycięta w wapieniach i dolomitach płaszczowiny choczańskiej. Ma charakter typowego przełomu antecedentnego, a jednocześnie jest klasycznym przykładem doliny krasowej z okresowym przepływem wody, z podziemnymi ciekami wodnymi, wywierzyskami, bogatą rzeźbą krasową itp.
Dolną, wylotową część doliny tworzy głęboka, otoczona pionowymi skałami i wąska na kilka metrów gardziel, zwana Wrotami (słow. Tiesňava Vráta). Jej dno, przy wyższych stanach wód na całej szerokości, zajmuje potok Prosieczanka. Pierwotnie wylot wąwozu był znacznie węższy. Dopiero po I wojnie światowej mieszkańcy wsi Prosiek poszerzyli go materiałami wybuchowymi, a dno wyłożyli pomostem z drewnianych dyli, zniesionym jednak z czasem przez wodę. Tuż powyżej gardzieli (657 m n.p.m.) znajduje się Vyvieranisko – główne wywierzysko Prosieckiego potoku w postaci dwóch dużych wypływów.
Wyżej dolina się rozszerza, a stoki stają się łagodniejsze. Ta część doliny, długości ok. 2 km, zwie się Półgórą (słow. Polhora) i jest zwykle bezwodna. Jej dno zasłane jest w większości skalnym gruzem, a na zboczach zwracają uwagę oryginalnie ukształtowane formy skalne, noszące nazwy: „Janosik”, „Niedźwiedź”, „Wielbłąd” czy „Sowa”. Na wysokości ok. 820 m n.p.m., w miejscu zwanym Vidová, w osi doliny wyrasta wzniesienie Kubín (1000 m n.p.m.) z wysoką na 150 m skałą zwaną Sokołem (słow. Sokol). Tu dolina rozwidla się na dwie gałęzie.
Gałąź prawa (północno-wschodnia), zwana również Sokołem, to znów wąski wąwóz o kilkumetrowej zaledwie szerokości, ograniczony pionowymi ścianami skalnymi. Dno tego odcinka, o znacznej stromości, podzielone jest na kilka stopni, w których występują dobrze wykształcone kotły eworsyjne. Otoczeniem wąwozu są wysokie skały na stokach Prosiecznego i Kubína, w tym wspomniany Sokół. Również ten odcinek jest przez większą część roku bezwodny – woda pojawia się z reguły w czasie wiosennych roztopów i po większych opadach. Najwyższa część Sokoła ma już łagodny charakter i wyprowadza na łąki Svoradu.
Gałąź lewą, północno-zachodnią, w dolnej części tworzy krótka dolina, zwana Dolina Czerwone Piaski (słow. Červené piesky). Znajduje się w niej największy w tej części Gór Choczańskich, wysoki na 15 m wodospad Czerwone Piaski.

## Przyroda ożywiona
Dolina Prosiecka posiada niezmiernie bogatą florę i faunę. Dla jej ochrony całą dolinę, po zachodni skraj grzbietu Prosiecznego na wschodzie i po szczyt Łomów na zachodzie, objęto utworzonym w 1967 r. rezerwatem przyrody „Dolina Prosiecka” o powierzchni 375,95 ha.

## Znaczenie komunikacyjne
Z uwagi na pionowe uskoki dna w wąwozie Sokół w górnej części doliny, nie posiadała ona nigdy znaczenia komunikacyjnego jako przejazd z liptowskiej na orawską stronę Gór Choczańskich. Korzystali z niej doraźnie na piechotę chłopi z Prosieka, posiadający łąki w kotlinie Svoradu. Prawdopodobnie na przełomie XIX i XX w. wybudowano pomost długości ok. 30 m, który pokonywał skalne uskoki w dolnej części wąwozu Sokoła. Pomost ten, wzniesiony z drewnianych belek na stalowych wspornikach (podobny do pomostu z Doliny Juraniowej w Tatrach Zachodnich), pozwalał zimą na zwożenie saniami siana z łąk Svoradu. Drogi tej używali też mieszkańcy Wielkiego Borowego do komunikacji z Liptowem. To oryginalne dzieło inżynierskie uległo zniszczeniu w latach 1944–1945, a kolejne podpory zostały wyrwane podczas powodzi w 1976 r. Do dziś jednak znajdziemy tu wykucia w skałach obu ścian, w których osadzone były poprzeczne belki: jedna z nich (stalowa szyna) zachowała się do chwili obecnej.

## Turystyka
Całą długością doliny biegnie niebiesko znakowany szlak turystyczny z Prosieka przez Wielkie Borowe (Veľké Borové) do Obłazów. W gardzieli Wrót przy dolnym wylocie doliny przejście suchą nogą umożliwiają drewniane kładki ułożone nad nurtem Prosieczanki. Niski próg powyżej posiada ubezpieczenie łańcuchem. Przejście progów Sokoła w górnej części doliny po zniszczeniu pomostu przez dłuższy czas było możliwe tylko dzięki drewnianym drabinom. Dopiero na początku lat 60. XX w. organizacja turystyczna z Rużomberku podjęła starania odnośnie do budowy stałych ułatwień w tym miejscu. W maju 1964 r. zainstalowano tu trzy stalowe drabiny (od czasu do czasu uszkadzane przez wysoką wodę lub lawiny śnieżne schodzące zimą ze wznoszących się nad nimi zboczy) oraz łańcuch ubezpieczający trawers przez skalną ściankę powyżej. Przejście z Prosieka do skrzyżowania szlaków turystycznych na Svoradzie to ok. 2 godz. (z powrotem również ok. 2 godz., niezalecane!), a do Wielkiego Borowego jeszcze ok. 50 min.
Doliną Prosiecką prowadzi ścieżka dydaktyczno-przyrodnicza (słow. Náučný chodnik »Prosiecka a Kvačianska dolina«), zaznajamiająca z najbardziej charakterystycznymi zjawiskami przyrodniczymi tego rejonu Gór Choczańskich (jej ciąg dalszy biegnie przez Svorad do Wielkiego Borowego i wzdłuż Doliny Kwaczańskiej schodzi do Kwaczan).